# بخش ایلخچی
بخش ایلخچی یکی از بخش‌های تابعه شهرستان اسکو در استان آذربایجان شرقی در شمال غربی ایران است.

## تقسیمات کشوری
- بخش ایلخچی
  - دهستان شورکات جنوبی
  -  دهستان جزیره

شهرها: ایلخچی

## جمعیت
بنابر سرشماری مرکز آمار ایران، جمعیت بخش ایلخچی شهرستان اسکو در سال ۱۳۸۵ برابر با ۱۸۴۷۵ نفر بوده‌است.